# V2491 Cygni
V2491 Cygni – nowa gwiazda położona w gwiazdozbiorze Łabędzia, gwiazdę odkryli 10 kwietnia 2008 japońscy astronomowie amatorzy Koichi Nishiyama i Fujio Kabashima.